# Исикава, Тиаки
Тиаки Исикава  (яп. 石川智晶 Исикава Тиаки,  род. 29 марта 1969, Токио) — японская певица, композитор, автор-исполнитель. Также была ведущей вокалисткой популярной японской группы See-Saw. Многие её песни и композиции были использованы в качестве открывающих или закрывающих тем в различных аниме-сериалах. С 2003 года её популярность за рубежом, как члена See-Saw, так и в качестве сольной исполнительницы значительно возросла. Выступала на Anime Expo 2007, куда была приглашена в роли почётной гостьи. В 2006, 2008, 2009, 2010, 2011 и 2012 гг. принимала участие в крупнейшем ежегодном аниме-фестивале Animelo Summer Live.

## Дискография

### Студийные альбомы

#### Inner Garden
Inner Garden (с англ. — «Сокровенный сад») — первый студийный альбом Тиаки Исикавы. Занимал 231 место в течение 1 недели в еженедельном чарте Oricon.
Треклист
1. Cross (с англ. — «Крест»)
2. I LOVE ME (с англ. — «Я себя люблю»)
3. Tokyo no Panorama (яп. 東京のパノラマ, «Токийская панорама»)
4. EDEN (с англ. — «Рай»)
5. Kasa ni Irete yo (яп. 傘に入れてよ, «Пусти меня под свой зонтик»)
6. Yume o Mite Ita (яп. 夢を見ていた, «Мечтала я»)
7. yesterday (с англ. — «Вчера»)
8. Mana (яп. マナ)
9. Like an angel (с англ. — «Словно ангел»)
10. Ame no Hi ni Koi o Shita (яп. 雨の日に恋をした, «Я влюбилась в дождливый день»)
11. The other life (с англ. — «Другая жизнь»)
12. garden (с англ. — «Сад»)

#### Boku wa Mada Nanimo Shiranai
Boku wa Mada Nanimo Shiranai (яп. 僕はまだ何も知らない。, «Я ещё ничего не знаю») — второй студийный альбом Тиаки Исикавы. Занимал 28 место в течение 7 недель в еженедельном чарте Oricon.
Треклист
1. Vermillion (с англ. — «Ядовито-красный»)
2. Lost Innocent (яп. ロストイノセント, «Утраченная невинность»)
3. Uninstall (яп. アンインストール, «Уничтожь»)
4. Mislead (яп. ミスリード, «Обманись»)
5. Utsukushikereba Sore de Ii ~Full Size Remix (яп. 美しければそれでいい ～Full Size Remix, «Если она прекрасна, то всё в порядке ~Full Size Remix»)
6. Namida (яп. 涙, «Слёзы»)
7. Boku no Sora ni Kisetsuhazure no Yuki ga Furu (яп. 僕の空に季節はずれの雪が降る, «В небе моём падает несвоевременный снег»)
8. house (с англ. — «Дом»)
9. Little Bird (с англ. — «Маленькая птичка»)
10. Suisou no Naka no Tetra (яп. 水槽の中のテトラ, «Тетра в аквариуме»)
11. I'll Kiss You (яп. アイルキスユー, «Я тебя поцелую»)

#### Dare mo Oshiete Kurenakatta Koto
Dare mo Oshiete Kurenakatta Koto (яп. 誰も教えてくれなかったこと, «Вещи, которым никто не научил меня») — третий студийный альбом Тиаки Исикавы. Занимал 28 место в течение 5 недель в еженедельном чарте Oricon.
Треклист
1. Prototype ~Album version (англ. «Прототип ~Альбомная версия»)
2. Suna no Ue no Dolphin (яп. 砂の上のドルフィン, «Дельфин на песке»)
3. squall (с англ. — «Порыв»)
4. Cloudy (яп. クラウディ, «Пасмурно»)
5. Rakurui (яп. 落涙, «Проливая слёзы»)
6. Shylpeed (яп. Shylpeed ～シルフィード～, «Сильфида»)
7. 49scale
8. First Pain (с англ. — «Первая боль»)
9. Blue Velvet (с англ. — «Синий бархат»)
10. Dare mo Oshiete Kurenakatta Koto (яп. 誰も教えてくれなかったこと, «Вещи, которым никто не научил меня»)
11. Taiyou (яп. 太陽, «Солнце»)
12. 1/2

#### Kono Sekai o Darenimo Katarasenai you ni
Kono Sekai o Darenimo Katarasenai you ni (яп. この世界を誰にも語らせないように, «Словно ни с кем не говорила в этом мире») — четвёртый студийный альбом Тиаки Исикавы. Занимал 24 место в течение 5 недель в еженедельном чарте Oricon.
Треклист
1. TW
2. The Giving Tree (с англ. — «Щедрое дерево»)
3. My book (с англ. — «Моя книга»)
4. Fukanzen Nenshou (яп. 不完全燃焼, «Неполное сгорание»)
5. Uninstall ~Boku ga Saigo no Pilot Remix~ (яп. アンインストール ～僕が最後のパイロットRemix～, «Уничтожь ~Я последний пилот Remix~»)
6. Switch ga Haittara (яп. スイッチが入ったら, «Если переключить стрелку»)
7. Gyakkou (яп. 逆光, «Подсветка»)
8. Insomnia (яп. インソムニア, «Бессонница»)
9. Natsu no Niwa (яп. 夏の庭, «Летний сад»)
10. Sore wa Magire mo Naku — Erabareshimono no Solitude (яп. それは紛れもなく～選ばれし者のソリチュード～, «Бесспорно это — одиночество избранных»)
11. Ruisen (яп. 涙腺, «Слёзная железа»)
12. Mou Nani mo Kowakunai, Kowaku wa Nai (яп. もう何も怖くない、怖くはない, «Больше ничего не боюсь, мне не страшно»)
13. Sherbet Snow (яп. シャーベットスノウ, «Фруктовый снег»)

#### Monogatari no Saisho to Saigo wa Iranai
Monogatari no Saisho to Saigo wa Iranai (яп. 物語の最初と最後はいらない, «Начало и конец истории мне не нужны») — пятый студийный альбом Тиаки Исикавы. Занимал 40 место в течение 2 недель в еженедельном чарте Oricon.
Треклист
1. Monogatari no Saisho to Saigo wa Iranai (яп. 物語の最初と最後はいらない, «Начало и конец истории мне не нужны»)
2. Kyoudai ~aniimouto~ (яп. 兄妹～aniimouto～, «Брат и сестрица»)
3. Mizu no nai Pool (яп. 水のないプール, «Бассейн без воды»)
4. Suuji (яп. 数字, «Число»)
5. landscape (с англ. — «Пейзаж»)
6. Monogatari no Saisho to Saigo wa Iranai ~Hidarime~ (яп. 物語の最初と最後はいらない～左目～, «Начало и конец истории мне не нужны ~Левый глаз~»)
7. heavenly blue (яп. ヘブンリーブルー, «Небесно-голубой»)
8. Gyakkou 2015 ~Yurusarezaru mono Koko ni Ari~ (яп. 逆光2015～許されざる者ここにあり～, «Подсветка 2015 ~Здесь есть тот, кто не был прощён~»)
9. Rakurui 2015 ~Ubawareshi Senaka~ (яп. 落涙2015～奪われし背中～, «Проливая слёзы 2015 ~Украденное назад~»)
10. Ruisen 2015 ~Tanpopo Jouka~ (яп. 涙腺2015～蒲公英情歌～, «Слёзная железа 2015 ~Одуванчиковая песня о любви~»)

### Мини-альбомы

#### Magnolia
Magnolia (яп. マグノリア, «Магнолия») — дебютный мини-альбом Тиаки Исикавы, с которого она начала свою сольную карьеру под псевдонимом «Somali» (яп. ソマリ).
Треклист
1. Muhyoujou (яп. 無表情, «Невыразительное лицо»)
2. Ai no You na Mono (яп. 愛のようなもの, «Такая вещь как любовь»)
3. Message (яп. メッセージ, «Послание»)
4. Kokoro no Okusoko (яп. 心の奥底, «Глубоко в сердце»)
5. Zenshin ~karada (яп. 全身～からだ, «Тело»)
6. many days many times (с англ. — «Много дней, много раз»)

#### Zenya
Zenya (яп. 前夜, «Накануне») — второй мини-альбом Тиаки Исикавы. Занимал 52 место в течение 2 недель в еженедельном чарте Oricon.
Треклист
1. Ao no Naka no Ao (яп. 青の中の青, «Синий в голубом»)
2. Watashi wa Souzou suru (яп. 私は想像する, «Представить я могла бы»)
3. Raise de Aimashou (яп. 来世で会いましょう, «Увидимся вновь на том свете»)
4. Natural (с англ. — «Естественный»)
5. Zenya (яп. 前夜, «Накануне»)

#### Watashi no Kokoro wa Sou Ittenai
Watashi no Kokoro wa Sou Ittenai (яп. 私のココロはそう言ってない, «Моё сердце так не говорило») — третий мини-альбом Тиаки Исикавы. Занимал 43 место в течение 2 недель в еженедельном чарте Oricon.
Треклист
1. Watashi no Kokoro wa Sou Ittenai (яп. 私のココロはそう言ってない, «Моё сердце так не говорило»)
2. Hokkyokusei ~Polaris~ (яп. 北極星～ポラリス～, «Полярная звезда»)
3. Tír na nÓg (яп. ティル・ナ・ローグ, «Остров юных»)
4. Nani o Naku Nan no Namida (яп. 何を泣くなんの涙, «Что плачешь, отчего слёзы?»)
5. GIFT (с англ. — «Дар»)

#### Swan no Yume ga Imi suru Mono wa
Swan no Yume ga Imi suru Mono wa (яп. スワンの夢が意味するものは, «Что означает лебединая мечта?») — четвёртый мини-альбом Тиаки Исикавы. Занимал 78 место в течение 1 недели в еженедельном чарте Oricon.
Треклист
1. Swan no Yume ga Imi suru Mono wa (яп. スワンの夢が意味するものは, «Что означает лебединая мечта?»)
2. Watashi ga Sou Omou no wa Shizen'na Kotodatta (яп. 私がそう思うのは自然なことだった, «Это естественно, что я думаю так»)
3. Yomu (яп. 読む, «Прочти»)
4. Yuki ga Nemuru Toki ~IN PIANO~ (яп. 雪が眠るとき〜IN PIANO〜, «Когда засыпает снег ~версия на фортепиано~»)
5. Respect Me ~Last Message~ (с англ. — «Уважай меня ~Последнее сообщение~»)

### Синглы
| Список дорожек | Аниме, чарты |
| «Like an angel» / «Ame no Hi ni Koi o Shita», сингл с альбома Inner Garden (4 февраля 2004) | «Like an angel» / «Ame no Hi ni Koi o Shita», сингл с альбома Inner Garden (4 февраля 2004)                        |
| --- | --- |
| 1. Like an angel (с англ. — «Словно ангел») 2. Ame no Hi ni Koi o Shita (яп. 雨の日に恋をした, «Я влюбилась в дождливый день») 3. Haru (яп. 春, «Весна») 4. Like an angel (instrumental) (с англ. — «Словно ангел (инструм.)») 5. Ame no Hi ni Koi o Shita (instrumental) (яп. 雨の日に恋をした (instrumental), «Я влюбилась в дождливый день (инструм.)»)                                                      | Аниме Takahashi Rumiko Gekijou: Ningyo no Mori                                                                     |
| «Utsukushikereba Sore de Ii», сингл с альбома Boku wa Mada Nanimo Shiranai (19 апреля 2006) | |
| 1. Utsukushikereba Sore de Ii (яп. 美しければそれでいい, «Если она прекрасна, то всё в порядке») 2. house (с англ. — «Дом») 3. Utsukushikereba Sore de Ii (without vocal) (яп. 美しければそれでいい (without vocal), «Если она прекрасна, то всё в порядке (без вокала)») 4. house (without vocal) (с англ. — «Дом (без вокала)»)                                                                               | Аниме Simoun Oricon Weekly Singles № 34 в течение 6 недель                                                         |
| «Namida», сингл с альбома Boku wa Mada Nanimo Shiranai (21 марта 2007) | |
| 1. Namida (яп. 涙, «Слёзы») 2. Boku no Sora ni Kisetsuhazure no Yuki ga Furu (яп. 僕の空に季節はずれの雪が降る, «В небе моём падает несвоевременный снег») 3. Namida (without vocal) (яп. 涙 (without vocal), «Слёзы (без вокала)») 4. Boku no Sora ni Kisetsuhazure no Yuki ga Furu (without vocal) (яп. 僕の空に季節はずれの雪が降る (without vocal), «В небе моём падает несвоевременный снег (без вокала)») | Аниме Bakumatsu Kikansetsu Irohanihoheto Oricon Weekly Singles № 158 в течение 1 недели                            |
| «Uninstall», сингл с альбома Boku wa Mada Nanimo Shiranai (13 июня 2007) | |
| 1. Uninstall (яп. アンインストール, «Уничтожь») 2. Little Bird (с англ. — «Маленькая птичка») 3. Uninstall (without vocal) (яп. アンインストール (without vocal), «Уничтожь (без вокала)») 4. Little Bird (without vocal) (с англ. — «Маленькая птичка (без вокала)») | Аниме Bokurano Oricon Weekly Singles № 13 в течение 16 недель                                                      |
| «1/2», сингл с альбома Dare mo Oshiete Kurenakatta Koto (21 ноября 2007) | |
| 1. 1/2 2. Suna no Ue no Dolphin (яп. 砂の上のドルフィン, «Дельфин на песке») 3. 1/2 (without vocal) (англ. «1/2 (без вокала)») 4. Suna no Ue no Dolphin (without vocal) (яп. 砂の上のドルフィン (without vocal), «Дельфин на песке (без вокала)») | Аниме Taiho Shichauzo Oricon Weekly Singles № 58 в течение 2 недель                                                |
| «Prototype», сингл с альбома Dare mo Oshiete Kurenakatta Koto (3 декабря 2008) | |
| 1. Prototype (с англ. — «Прототип») 2. squall (с англ. — «Порыв») 3. Prototype (without vocal) (с англ. — «Прототип (без вокала)») 4. squall (without vocal) (с англ. — «Порыв (без вокала)») | Аниме Mobile Suit Gundam 00 Oricon Weekly Singles № 3 в течение 11 недель                                          |
| «First Pain», сингл с альбома Dare mo Oshiete Kurenakatta Koto (29 июля 2009) | |
| 1. First Pain (с англ. — «Первая боль») 2. Dare mo Oshiete Kurenakatta Koto (яп. 誰も教えてくれなかったこと, «Вещи, которым никто не научил меня») 3. First Pain (without vocal) (с англ. — «Первая боль (без вокала)») 4. Dare mo Oshiete Kurenakatta Koto (without vocal) (яп. 誰も教えてくれなかったこと (without vocal), «Вещи, которым никто не научил меня (без вокала)»)                                 | Аниме Element Hunters Oricon Weekly Singles № 45 в течение 4 недель                                                |
| «Gyakkou», сингл с альбома Kono Sekai o Darenimo Katarasenai you ni (4 августа 2010) | |
| 1. Gyakkou (яп. 逆光, «Подсветка») 2. Ruisen (яп. 涙腺, «Слёзная железа») 3. Rakurui ~2010 NewYork Trad-Mix (яп. 落涙 ～2010 NewYork Trad-Mix, «Проливая слёзы ~2010 NewYork Trad-Mix») 4. Gyakkou (without vocal) (яп. 逆光 (without vocal), «Подсветка (без вокала)») 5. Ruisen (without vocal) (яп. 涙腺 (without vocal), «Слёзная железа (без вокала)»)                                                     | Игра Sengoku Basara: Samurai Heroes Oricon Weekly Singles № 32 в течение 6 недель                                  |
| «Mou Nani mo Kowakunai, Kowaku wa Nai», сингл с альбома Kono Sekai o Darenimo Katarasenai you ni (6 октября 2010) | |
| 1. Mou Nani mo Kowakunai, Kowaku wa Nai (яп. もう何も怖くない、怖くはない, «Больше ничего не боюсь, мне не страшно») 2. TW 3. Mou Nani mo Kowakunai, Kowaku wa Nai (without vocal) (яп. もう何も怖くない、怖くはない (without vocal), «Больше ничего не боюсь, мне не страшно (без вокала)») 4. TW (without vocal) (англ. «TW (без вокала)»)                                                                    | Аниме Mobile Suit Gundam 00 the Movie: A wakening of the Trailblazer Oricon Weekly Singles № 18 в течение 5 недель |
| «Fukanzen Nenshou», сингл с альбома Kono Sekai o Darenimo Katarasenai you ni (27 июля 2011) | |
| 1. Fukanzen Nenshou (яп. 不完全燃焼, «Неполное сгорание») 2. Switch ga Haittara (яп. スイッチが入ったら, «Если переключить стрелку») 3. Fukanzen Nenshou (without vocal) (яп. 不完全燃焼 (without vocal), «Неполное сгорание (без вокала)») 4. Switch ga Haittara (without vocal) (яп. スイッチが入ったら (without vocal), «Если переключить стрелку (без вокала)»)                                             | Аниме Kamisama Dolls Oricon Weekly Singles № 19 в течение 11 недель                                                |
| «Sayonara Tte iu» (17 апреля 2013) | |
| 1. Sayonara Tte iu (яп. サヨナラっていう, «Говорю прощай») 2. Sono Gyaku (яп. その逆, «Противоположность») 3. Sayonara Tte iu (off vocal) (яп. サヨナラっていう (off vocal), «Говорю прощай (без вокала)») 4. Sono Gyaku (off vocal) (яп. その逆 (off vocal), «Противоположность (без вокала)») | Аниме Ginga Kikoutai Majestic Prince Oricon Weekly Singles № 42 в течение 5 недель                                 |

### Написание песен для других исполнителей
| Исполнитель      | Название композиции                                                                    | Текст | Музыка |
| ---------------- | -------------------------------------------------------------------------------------- | ----- | ------ |
| Юми Эндо         | Shinjite (яп. 信じて)                                                                  | ✔     |        |
| Хиронобу Кагэяма | Bokutachi no Start (яп. 僕たちのスタート)                                              | ✔     | ✔      |
| Киудзи Саори     | blast of wind                                                                          | ✔     |        |
| Соитиро Хоси     | Ima, Kono Shunkan ga Subete (яп. 今、この瞬間がすべて)                                 | ✔     |        |
| Аки Кудо         | MIND GAME                                                                              | ✔     |        |
| Аки Кудо         | Kyou wa Kinou no Ashita (яп. 今日は昨日の明日)                                         | ✔     |        |
| Аки Кудо         | Takaramono (яп. たからもの)                                                            | ✔     |        |
| Минори Тихара    | Kono Sekai no Mono de Kono Sekai no Monodenai (яп. この世界のモノでこの世界の者でない) | ✔     |        |
| Хироми Нагасаку  | Ai ni Kite (яп. 逢いにきて)                                                            | ✔     | ✔      |
| Каори Хикита     | Te no Naka no Eien (яп. 手の中の永遠)                                                  | ✔     |        |
| Хибику Ямамура   | Tsumetai Tsuki no Shita de Nakereba Hibikanai (яп. 冷たい月の下でなければ響かない)     | ✔     |        |
| Хироюки Ёсино    | Taiyo / After image (яп. 太陽／After image)                                            | ✔     | ✔      |
| Тихиро Ёнэкура   | 12-banme no.. (яп. 12番目の‥)                                                          | ✔     | ✔      |
| Манами Нумакура  | Strawberry pain                                                                        | ✔     | ✔      |
| Асука Окура      | Prime Number ~Kimi to Deaeru Hi~ (яп. Prime number 〜君と出会える日〜)                 | ✔     |        |
| Нацуми Кон       | Watashi wa Souzou suru (яп. 私は想像する)                                              | ✔     | ✔      |
| Аяхи Такагаки    | Soprano (яп. ソプラノ)                                                                 | ✔     | ✔      |
| Наги Янаги       | Aqua Terrarium (яп. アクアテラリウム)                                                  |       | ✔      |
| Синъя Утида      | Soushou Innocence (яп. 創傷イノセンス)                                                 | ✔     |        |